# Dirichletovy podmínky
V analýze funkcí reálné proměnné se dokazuje, že Fourierovu řadu lze rozvinout každou funkci reálné proměnné, která splňuje Dirichletovy podmínky. Ty jsou zpravidla formulovány takto: {\displaystyle f(t)=u(t)+i\cdot v(t)}
1. {\displaystyle f(t)} je periodická funkce
2. Uvnitř zadaného intervalu (jedné periody) musí být {\displaystyle f(t)} alespoň po částech spojitá, tj. může mít konečný počet bodů nespojitosti prvního druhu.
3. Uvnitř daného intervalu musí mít funkce konečný počet extrémů.
4. Funkce musí být definována v krajních bodech intervalu (tj. musí v nich nabývat konečných hodnot).